# National Football League 1993
La stagione NFL 1993 fu la 74ª stagione sportiva della National Football League, la massima lega professionistica statunitense di football americano. La finale del campionato, il Super Bowl XXVIII, si disputò il 30 gennaio 1994 al Georgia Dome di Atlanta, in Georgia e si concluse con la vittoria dei Dallas Cowboys sui Buffalo Bills per 30 a 13. La stagione iniziò il 5 settembre 1993 e si concluse con il  Pro Bowl 1994 che si tenne il 6 febbraio a Honolulu.
La stagione fu caratterizzata dal fatto che le giornate della stagione regolare furono portate da 17 a 18, inserendo nel calendario un ulteriore turno di riposo per ogni squadra. L'esperimento non ottenne però il gradimento delle squadre e la stagione successiva il calendario ritornò alle consuete 17 giornate.
Fu anche l'unica stagione in cui le due squadre partecipanti al Super Bowl furono le stesse dell'anno precedente.

## Modifiche alle regole
- Venne ridotto il tempo limite di ripresa dal gioco da parte della squadra in attacco da 45 a 40 secondi.
- Venne adottato il fallo di ricevitore ineleggibile in profondità prima del passaggio in avanti.

## Stagione regolare
La stagione regolare iniziò il 5 settembre 1993 e terminò il 3 gennaio 1994, si svolse in 18 giornate durante le quali ogni squadra disputò 16 partite.

### Risultati della stagione regolare
- V = Vittorie, S = Sconfitte, P = Pareggi, PCT = Percentuale di vittorie, PF = Punti Fatti, PS = Punti Subiti
- La qualificazione ai play-off è indicata in verde (tra parentesi il seed)

| AFC East             |    |    |   |     |     |     |
| Squadra              | V  | S  | P | PCT | PF  | PS  |
| (1) Buffalo Bills    | 12 | 4  | 0 | 750 | 329 | 242 |
| Miami Dolphins       | 9  | 7  | 0 | 563 | 349 | 351 |
| New York Jets        | 8  | 8  | 0 | 500 | 270 | 247 |
| New England Patriots | 5  | 11 | 0 | 313 | 238 | 286 |
| Indianapolis Colts   | 4  | 12 | 0 | 250 | 189 | 378 |

| NFC East            |    |    |   |     |     |     |
| Squadra             | V  | S  | P | PCT | PF  | PS  |
| (1) Dallas Cowboys  | 12 | 4  | 0 | 750 | 376 | 229 |
| (4) New York Giants | 11 | 5  | 0 | 688 | 288 | 205 |
| Philadelphia Eagles | 8  | 8  | 0 | 500 | 293 | 315 |
| Phoenix Cardinals   | 7  | 9  | 0 | 438 | 326 | 269 |
| Washington Redskins | 4  | 12 | 0 | 250 | 230 | 345 |

| AFC Central             |    |    |   |     |     |     |
| Squadra                 | V  | S  | P | PCT | PF  | PS  |
| (2) Houston Oilers      | 12 | 4  | 0 | 750 | 368 | 238 |
| (6) Pittsburgh Steelers | 9  | 7  | 0 | 563 | 308 | 281 |
| Cleveland Browns        | 7  | 9  | 0 | 438 | 304 | 307 |
| Cincinnati Bengals      | 3  | 13 | 0 | 188 | 187 | 319 |

| NFC Central           |    |    |   |     |     |     |
| Squadra               | V  | S  | P | PCT | PF  | PS  |
| (3) Detroit Lions     | 10 | 6  | 0 | 625 | 298 | 292 |
| (5) Minnesota Vikings | 9  | 7  | 0 | 563 | 277 | 290 |
| (6) Green Bay Packers | 9  | 7  | 0 | 563 | 340 | 282 |
| Chicago Bears         | 7  | 9  | 0 | 438 | 234 | 230 |
| Tampa Bay Buccaneers  | 5  | 11 | 0 | 313 | 237 | 376 |

| AFC West                |    |    |   |     |     |     |
| Squadra                 | V  | S  | P | PCT | PF  | PS  |
| (3) Kansas City Chiefs  | 11 | 5  | 0 | 688 | 328 | 291 |
| (4) Los Angeles Raiders | 10 | 6  | 0 | 625 | 306 | 326 |
| (5) Denver Broncos      | 9  | 7  | 0 | 563 | 373 | 284 |
| San Diego Chargers      | 8  | 8  | 0 | 500 | 322 | 290 |
| Seattle Seahawks        | 6  | 10 | 0 | 375 | 280 | 314 |

| NFC West                |    |    |   |     |     |     |
| Squadra                 | V  | S  | P | PCT | PF  | PS  |
| (2) San Francisco 49ers | 10 | 6  | 0 | 625 | 473 | 295 |
| New Orleans Saints      | 8  | 8  | 0 | 500 | 317 | 343 |
| Atlanta Falcons         | 6  | 10 | 0 | 375 | 316 | 385 |
| Los Angeles Rams        | 5  | 11 | 0 | 313 | 221 | 367 |

## Play-off
I play-off iniziarono con il Wild Card Weekend l'8 e 9 gennaio 1994. I Divisional Playoff si giocarono il 15 e 16 gennaio e i Conference Championship Game il 23 gennaio. Il Super Bowl XXVIII si giocò il 30 gennaio al Georgia Dome di Atlanta.

### Seeding
| Seed | American Football Conference            | National Football Conference             |
| ---- | --------------------------------------- | ---------------------------------------- |
| 1    | Buffalo Bills (vincitori AFC East)      | Dallas Cowboys (vincitori NFC East)      |
| 2    | Houston Oilers (vincitori AFC Central)  | San Francisco 49ers (vincitori NFC West) |
| 3    | Kansas City Chiefs (vincitori AFC West) | Detroit Lions (vincitori NFC Central)    |
| 4    | Los Angeles Raiders                     | New York Giants                          |
| 5    | Denver Broncos                          | Minnesota Vikings                        |
| 6    | Pittsburgh Steelers                     | Green Bay Packers                        |

### Incontri
| Wild Card Game | Wild Card Game                   | Wild Card Game                   | Wild Card Game                   |    |               | Divisional Play-off           | Divisional Play-off           | Divisional Play-off           |                            |                            | Conference Championship    | Conference Championship | Conference Championship |  |  | Super Bowl XXVIII | Super Bowl XXVIII | Super Bowl XXVIII | Super Bowl XXVIII | Super Bowl XXVIII |
|                |                                  |                                  |                                  |    |               |                               |                               |                               |                            |                            |                            |                         |                         |  |  |                   |                   |                   |                   |                   |
|                | 9 gennaio - Giants Stadium       | 9 gennaio - Giants Stadium       | 9 gennaio - Giants Stadium       |    |               | 15 gennaio - Candlestick Park | 15 gennaio - Candlestick Park | 15 gennaio - Candlestick Park |                            |                            |                            |                         |                         |  |  |                   |                   |                   |                   |                   |
|                | 9 gennaio - Giants Stadium       | 9 gennaio - Giants Stadium       | 9 gennaio - Giants Stadium       |    |               | 15 gennaio - Candlestick Park | 15 gennaio - Candlestick Park | 15 gennaio - Candlestick Park |                            |                            |                            |                         |                         |  |  |                   |                   |                   |                   |                   |
|                | 9 gennaio - Giants Stadium       | 9 gennaio - Giants Stadium       | 9 gennaio - Giants Stadium       |    |               | 15 gennaio - Candlestick Park | 15 gennaio - Candlestick Park | 15 gennaio - Candlestick Park |                            |                            |                            |                         |                         |  |  |                   |                   |                   |                   |                   |
|                | 9 gennaio - Giants Stadium       | 9 gennaio - Giants Stadium       | 9 gennaio - Giants Stadium       |    |               | 15 gennaio - Candlestick Park | 15 gennaio - Candlestick Park | 15 gennaio - Candlestick Park |                            |                            |                            |                         |                         |  |  |                   |                   |                   |                   |                   |
|                | 5                                | Minnesota                        | 10                               |    |               | 15 gennaio - Candlestick Park | 15 gennaio - Candlestick Park | 15 gennaio - Candlestick Park |                            |                            |                            |                         |                         |  |  |                   |                   |                   |                   |                   |
|                | 5                                | Minnesota                        | 10                               | 4  | N.Y. Giants   | 3                             |                               |                               |                            |                            |                            |                         |                         |  |  |                   |                   |                   |                   |                   |
|                | 4                                | N.Y. Giants                      | 17                               | 4  | N.Y. Giants   | 3                             |                               |                               | 23 gennaio - Texas Stadium | 23 gennaio - Texas Stadium | 23 gennaio - Texas Stadium |                         |                         |  |  |                   |                   |                   |                   |                   |
|                | 4                                | N.Y. Giants                      | 17                               | 2  | San Francisco | 44                            |                               |                               | 23 gennaio - Texas Stadium | 23 gennaio - Texas Stadium | 23 gennaio - Texas Stadium |                         |                         |  |  |                   |                   |                   |                   |                   |
|                |                                  |                                  |                                  | 2  | San Francisco | 44                            |                               |                               | 23 gennaio - Texas Stadium | 23 gennaio - Texas Stadium | 23 gennaio - Texas Stadium |                         |                         |  |  |                   |                   |                   |                   |                   |
|                |                                  |                                  |                                  |    |               |                               |                               |                               | 23 gennaio - Texas Stadium | 23 gennaio - Texas Stadium | 23 gennaio - Texas Stadium |                         |                         |  |  |                   |                   |                   |                   |                   |
|                | 8 gennaio - Pontiac Silverdome   | 8 gennaio - Pontiac Silverdome   | 8 gennaio - Pontiac Silverdome   | 2  | San Francisco | 21                            |                               |                               |                            |                            |                            |                         |                         |  |  |                   |                   |                   |                   |                   |
|                | 8 gennaio - Pontiac Silverdome   | 8 gennaio - Pontiac Silverdome   | 8 gennaio - Pontiac Silverdome   | 2  | San Francisco | 21                            | 16 gennaio - Texas Stadium    |                               |                            |                            |                            |                         |                         |  |  |                   |                   |                   |                   |                   |
|                | 8 gennaio - Pontiac Silverdome   | 8 gennaio - Pontiac Silverdome   | 8 gennaio - Pontiac Silverdome   |    | 1             | Dallas                        | 38                            |                               |                            |                            |                            |                         |                         |  |  |                   |                   |                   |                   |                   |
|                | 8 gennaio - Pontiac Silverdome   | 8 gennaio - Pontiac Silverdome   | 8 gennaio - Pontiac Silverdome   |    | 1             | Dallas                        | 38                            |                               |                            |                            |                            |                         |                         |  |  |                   |                   |                   |                   |                   |
|                | 6                                | Green Bay                        | 28                               |    |               |                               |                               |                               |                            |                            |                            |                         |                         |  |  |                   |                   |                   |                   |                   |
|                | 6                                | Green Bay                        | 28                               | 6  | Green Bay     | 17                            |                               |                               |                            |                            |                            |                         |                         |  |  |                   |                   |                   |                   |                   |
|                | 3                                | Detroit                          | 24                               | 6  | Green Bay     | 17                            |                               |                               | 30 gennaio - Georgia Dome  | 30 gennaio - Georgia Dome  | 30 gennaio - Georgia Dome  |                         |                         |  |  |                   |                   |                   |                   |                   |
|                | 3                                | Detroit                          | 24                               | 1  | Dallas        | 27                            |                               |                               | 30 gennaio - Georgia Dome  | 30 gennaio - Georgia Dome  | 30 gennaio - Georgia Dome  |                         |                         |  |  |                   |                   |                   |                   |                   |
|                |                                  |                                  |                                  | 1  | Dallas        | 27                            |                               |                               |                            | 30 gennaio - Georgia Dome  | 30 gennaio - Georgia Dome  |                         |                         |  |  |                   |                   |                   |                   |                   |
|                |                                  |                                  |                                  |    |               |                               |                               |                               |                            | 30 gennaio - Georgia Dome  | 30 gennaio - Georgia Dome  |                         |                         |  |  |                   |                   |                   |                   |                   |
|                | 8 gennaio - Arrowhead Stadium    | 8 gennaio - Arrowhead Stadium    | 8 gennaio - Arrowhead Stadium    | N1 | Dallas        | 30                            |                               |                               |                            |                            |                            |                         |                         |  |  |                   |                   |                   |                   |                   |
|                | 8 gennaio - Arrowhead Stadium    | 8 gennaio - Arrowhead Stadium    | 8 gennaio - Arrowhead Stadium    | N1 | Dallas        | 30                            | 16 gennaio - Astrodome        |                               |                            |                            |                            |                         |                         |  |  |                   |                   |                   |                   |                   |
|                | 8 gennaio - Arrowhead Stadium    | 8 gennaio - Arrowhead Stadium    | 8 gennaio - Arrowhead Stadium    |    | A1            | Buffalo                       | 13                            |                               |                            |                            |                            |                         |                         |  |  |                   |                   |                   |                   |                   |
|                | 8 gennaio - Arrowhead Stadium    | 8 gennaio - Arrowhead Stadium    | 8 gennaio - Arrowhead Stadium    |    | A1            | Buffalo                       | 13                            |                               |                            |                            |                            |                         |                         |  |  |                   |                   |                   |                   |                   |
|                | 6                                | Pittsburgh                       | 24                               |    |               |                               |                               |                               |                            |                            |                            |                         |                         |  |  |                   |                   |                   |                   |                   |
|                | 6                                | Pittsburgh                       | 24                               | 3  | Kansas City   | 28                            |                               |                               |                            |                            |                            |                         |                         |  |  |                   |                   |                   |                   |                   |
|                | 3                                | Kansas City                      | 27                               | 3  | Kansas City   | 28                            |                               |                               | 23 gennaio - Rich Stadium  | 23 gennaio - Rich Stadium  | 23 gennaio - Rich Stadium  |                         |                         |  |  |                   |                   |                   |                   |                   |
|                | 3                                | Kansas City                      | 27                               | 2  | Houston       | 20                            |                               |                               | 23 gennaio - Rich Stadium  | 23 gennaio - Rich Stadium  | 23 gennaio - Rich Stadium  |                         |                         |  |  |                   |                   |                   |                   |                   |
|                |                                  |                                  |                                  | 2  | Houston       | 20                            |                               |                               | 23 gennaio - Rich Stadium  | 23 gennaio - Rich Stadium  | 23 gennaio - Rich Stadium  |                         |                         |  |  |                   |                   |                   |                   |                   |
|                |                                  |                                  |                                  |    |               |                               |                               |                               | 23 gennaio - Rich Stadium  | 23 gennaio - Rich Stadium  | 23 gennaio - Rich Stadium  |                         |                         |  |  |                   |                   |                   |                   |                   |
|                | 9 gennaio - Los Angeles Coliseum | 9 gennaio - Los Angeles Coliseum | 9 gennaio - Los Angeles Coliseum | 3  | Kansas City   | 13                            |                               |                               |                            |                            |                            |                         |                         |  |  |                   |                   |                   |                   |                   |
|                | 9 gennaio - Los Angeles Coliseum | 9 gennaio - Los Angeles Coliseum | 9 gennaio - Los Angeles Coliseum | 3  | Kansas City   | 13                            | 15 gennaio - Rich Stadium     |                               |                            |                            |                            |                         |                         |  |  |                   |                   |                   |                   |                   |
|                | 9 gennaio - Los Angeles Coliseum | 9 gennaio - Los Angeles Coliseum | 9 gennaio - Los Angeles Coliseum |    | 1             | Buffalo                       | 30                            |                               |                            |                            |                            |                         |                         |  |  |                   |                   |                   |                   |                   |
|                | 9 gennaio - Los Angeles Coliseum | 9 gennaio - Los Angeles Coliseum | 9 gennaio - Los Angeles Coliseum |    | 1             | Buffalo                       | 30                            |                               |                            |                            |                            |                         |                         |  |  |                   |                   |                   |                   |                   |
|                | 5                                | Denver                           | 24                               |    |               |                               |                               |                               |                            |                            |                            |                         |                         |  |  |                   |                   |                   |                   |                   |
|                | 5                                | Denver                           | 24                               | 4  | L.A. Raiders  | 23                            |                               |                               |                            |                            |                            |                         |                         |  |  |                   |                   |                   |                   |                   |
|                | 4                                | L.A. Raiders                     | 42                               | 4  | L.A. Raiders  | 23                            |                               |                               |                            |                            |                            |                         |                         |  |  |                   |                   |                   |                   |                   |
|                | 4                                | L.A. Raiders                     | 42                               | 1  | Buffalo       | 29                            |                               |                               |                            |                            |                            |                         |                         |  |  |                   |                   |                   |                   |                   |

### Vincitore
| Vincitori del Super Bowl XXVIII Dallas Cowboys 4º titolo |

## Premi individuali
| MVP della NFL                 | Emmitt Smith, Running back, Dallas                 |
| Allenatore dell'anno          | Dan Reeves, N.Y. Giants                            |
| Giocatore offensivo dell'anno | Jerry Rice, Wide Receiver, San Francisco           |
| Difensore dell'anno           | Rod Woodson, Cornerback, Pittsburgh                |
| Rookie offensivo dell'anno    | Jerome Bettis, Running back, L.A. Rams             |
| Rookie difensivo dell'anno    | Dana Stubblefield, Defensive tackle, San Francisco |